# شهرستان المتون
بخش ال متون یک ناحیه در یمن است که در استان جوف (یمن) واقع شده‌است.

## خصوصیات
بخش ال متون ۲۸٬۴۱۱ نفر جمعیت دارد.